# Hibristofilija
Hibristofilija je naziv za parafiliju, odnosno seksualnu sklonost prema osobama koje su počinile strašan zločin ili zločine. Ponekad se kolokvijalno koristi naziv sindrom Bonnie i Clyde.

## Stručna literatura
- Sheila Isenberg: Women Who Love Men Who Kill, 3 edition, Backinprint.com 2000, ISBN 978-0595003990
- Jacquelynne Willcox-Bailey: Dream Lovers: Women Who Marry Men Behind Bars, Wakefield Press 1999, ISBN 978-1862543812
- Why are women drawn to men behind bars?, The Guardian, Monday 13 January, 2003
- Women who have killer instincts, The Independent, 27 January 2005
- Liz O'Keefe: The partners of prisoners: Their reality, how they contribute to the criminal justice system and prisoner rehabilitation and how we can assist (PDF), paper presented at the Women in Corrections: Staff and Clients conference convened by the Australian Institute of Criminology in conjunction with the Department for Correctional Services South Australia, 31 October-1 November 2000, Adelaide, Australia